# Ruth Buzzi
Ruth Buzzi   (Westerly, 24 de juliol de 1936 - Stephenville, 1 de maig de 2025) va ser una actriu i humorista estatunidenca. Va treballar en obres de teatre, pel·lícules i sèries de televisió. Va ser coneguda sobretot per les seves interpretacions al programa de varietats i comèdia Rowan & Martin's Laugh-In, del 1968 al 1973, pel qual va guanyar un Globus d'Or i va rebre cinc nominacions als Emmy.
Buzzi va estudiar a l'institut d'Stonington (Connecticut), on va ser la principal cheerleader. A 18 anys, es va traslladar a l'altra punta del país per matricular-se a l'escola de teatre Pasadena Playhouse, on entre els seus companys de classe hi havia Dustin Hoffman i Gene Hackman. Es va graduar amb honors el juny de 1957.